# Luis García (halterofilista)
Luis Alberto García Brito (19 de abril de 1995) é um halterofilista que representou a República Dominicana nos Jogos Olímpicos de Verão de 2016 no Rio de Janeiro.